# 奧德納爾德區
奧德納爾德區（荷蘭語：Arrondissement Oudenaarde）是比利時弗拉芒大區东佛兰德省的一個区。該區轄有10個市鎮，面積418.80平方公里，2020年1月1日人口為124578人。

## 市鎮
奧德納爾德區下轄以下市鎮：

| - 布拉克尔（Brakel） - 霍勒贝克（Horebeke） - 克莱斯贝亨（Kluisbergen） - 克赖瑟姆（Kruisem） - 利尔德（Lierde） | - 马尔克达尔（Maarkedal） - 奥德纳尔德（Oudenaarde） - 龙瑟（Ronse） - 沃尔特海姆-佩特海姆（Wortegem-Petegem） - 兹瓦尔姆（Zwalm） |